# Othemsmeister

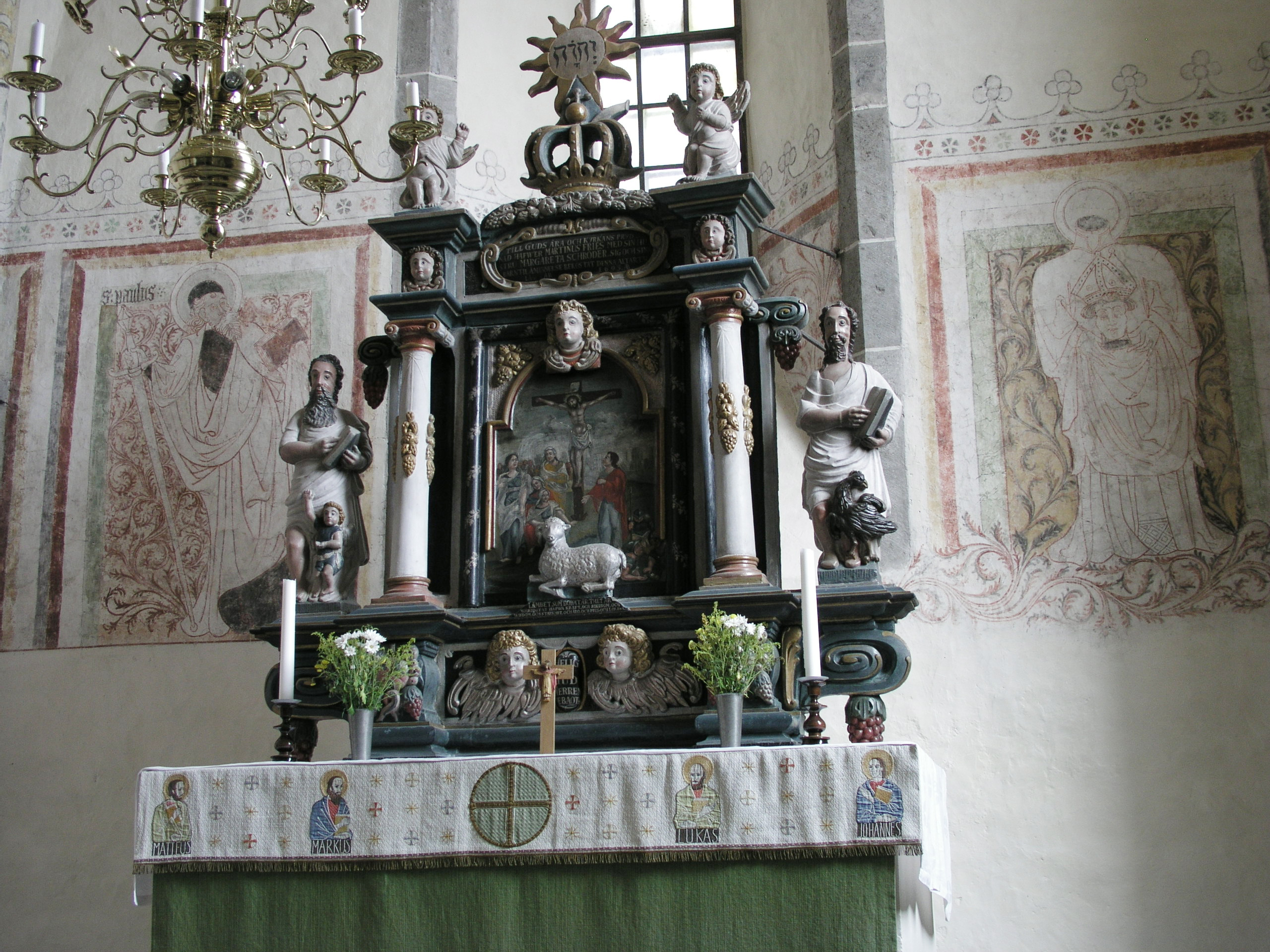
Othemsmeister:Apostel Paulus und der heilige Bischof Dionysius, Kalkmalerei, 15. Jahrhundert, Gotland

Als  Othemsmeister (schwedisch Othemsmästare) wird ein namentlich nicht bekannter mittelalterlicher Maler bezeichnet, der im 15. Jahrhundert Wandmalereien auf der schwedischen Ostseeinsel Gotland schuf. Er wirkte dort in der Kirche von Othem und der Kirche von Fide.
In Othem stellt der Maler beispielsweise Christus als König, und an der Wand links und rechts vom heutigen barocken Altar den Apostel Paulus und den heiligen Bischof Dionysius dar. 